# Amphiblestrum lyrulatum
Amphiblestrum lyrulatum is een mosdiertjessoort uit de familie van de Calloporidae. De wetenschappelijke naam van de soort is voor het eerst geldig gepubliceerd in 1907 door Calvet.